# Jübek
Jübek település Németországban, Schleswig-Holstein tartományban. Lakosainak száma 2756 fő (2023. december 31.).

## Népesség
A település népességének változása:
| Lakosok száma | 1179 | 2734 | 2732 | 2744 | 2716 | 2756 |
|               | 1975 | 2017 | 2019 | 2021 | 2022 | 2023 |